# Massiv
Massiv (született Wasiem Taha; 1982. november 9.) Berlinben élő német rapper, aki származását tekintve palesztin. Első lemezszerződése Basstards Horrorkore Entertainment-nél volt később azonban a Sony BMG-hez szerződött. Később létrehozta a saját kiadóját aminek a neve: Al Massiva.

## Élete

### Származása
Massiv palesztin bevándorlók fia, akik Berlinbe költöztek. Van egy idősebb lánytestvére. Egy Pirmasens nevű városba született amely a francia határ mellett fekszik. Massiv-ot már fiatalkorában is érdekelte a rap.

### A német rap-ben
A demó készítések után, demóit különböző kiadóhoz küldte. Így kapta az első szerződését a Independent-Label Horrorkore Entertainment-től. Massiv debütáló albuma 2006-ban jelent meg "Blut gegen Blut" (Vér a vér ellen) néven, amelyeken többek között Sido-val is összedolgozott.

## Diszkográfia
- 2004 Zahltag (aka Pitbull)
- 2006 Horrorkore Mixtape Teil 1
- 2007 Blut gegen Blut
- 2008 Ein Mann ein Wort
- 2009 Meine Zeit
- 2011 Blut gegen Blut II
- 2012 Solange mein Herz schlägt
- 2013 Blut gegen Blut III
- 2014 M10
- 2015 Ein Mann ein Wort II
- 2016 Raubtier
- 2017 BGB X
- 2018 M10 II